# Thecabius populimonilis
Thecabius populimonilis är en insektsart som först beskrevs av Riley, C.V. 1879.  Thecabius populimonilis ingår i släktet Thecabius och familjen långrörsbladlöss. Inga underarter finns listade i Catalogue of Life.